# Kozînți, Borodeanka
Kozînți (în ucraineană Козинці) este localitatea de reședință a comunei Kozînți din raionul Borodeanka, regiunea Kiev, Ucraina.

## Demografie
Componența lingvistică a localității Kozînți
     Ucraineană (97,92%)
     Rusă (1,89%)
     Alte limbi (0,09%)
Conform recensământului din 2001, majoritatea populației localității Kozînți era vorbitoare de ucraineană (97,92%), existând în minoritate și vorbitori de rusă (1,89%).